# Белый, Леонид Дмитриевич
Леонид Дмитриевич Белый (19.08.1905 — 24.02.1984) — советский геолог, доктор геолого-минералогических наук (1958), профессор, лауреат Сталинской премии (1952).

## Биография
Родился 19.08.1905 в г. Моздок Терской области.
Окончил физико-математический факультет Ростовского университета (1926) и геологический факультет МГУ (1930).
Работал:
- на Днепрострое,
- на изысканиях по ирригации Заволжья,
- в институте «Гидроэнергопроект»,
- в Совете по изучению производительных сил при Экономическом совете Госплана СССР,
- в Производственном и научно-исследовательском институте по изысканиям в строительстве Госстроя СССР.

По совместительству с 1930 г. ассистент Московского института инженеров водного хозяйства и мелиорации, доцент Московского
энергетического института.
С 1967 г. — заведующий кафедрой инженерной геологии Московского инженерно-строительного института им. В. В. Куйбышева.

## Научная деятельность
Кандидат технических наук (1944), доктор геолого-минералогических наук (1958), профессор. Докторская диссертация:
- Основные вопросы теории и практики инженерной геологии в гидроэнергостроительстве : диссертация … доктора геолого-минералогических наук : 04.00.00. — Москва : Госэнергоиздат, 1956. — 180 с. : ил.; 26x17 см.

Руководитель проектирования Камышинского гидроузла. Глава методической комиссии института «Гидроэнергопроект», занимавшейся разработкой и изданием рекомендаций по инженерно-геологическим изысканиям и исследованиям для гидроэнергетического строительства. Эксперт проектов гидроузлов и водохозяйственных объектов в Госплане и Госстрое СССР.
Соавтор многотомного издания «Геология и плотины». Его учебники изданы на китайском и румынском языках.
Член редколлегии журнала «Гидротехническое строительство».

### Сочинения
- Инженерная геология [Текст] : [Учеб. пособие для гидротехн. специальностей вузов] / Л. Д. Белый, В. В Попов. — Москва : Стройиздат, 1975. — 312 с. : граф.; 27 см.
- Инженерная геология : [Учеб. для строит. спец. вузов] / Л. Д. Белый. — Москва : Высш. шк., 1985. — 231 с. : ил.; 22 см;
- Методы инженерно-геологических и гидрогеологических исследований для строительства : [Учеб. пособие] / Л. Д. Белый. — Москва : МИСИ, 1982. — 68 с. : ил., 1 л. ил.; 20 см.
- Геология и строительство гидростанций [Текст] / Л. Д. Белый, канд. геол.-минерал. наук. — Москва ; Ленинград : Госэнергоиздат, 1952. — 112 с. : ил.; 20 см.
- Геологические основы классификации грунтов при изысканиях и проектировании гидроэнергетических сооружений [Текст] / М-во электростанций СССР. Главгидроэнергострой. Гидроэнергопроект. — Москва ; Ленинград : Госэнергоиздат, 1951. — 92 с.; 20 см.
- Основные вопросы теории и практики инженерной геологии в гидроэнергостроительстве / Л. Д. Белый, канд. геол.-минерал. наук; под общ. ред. проф. М. Е. Альтовского. — Москва ; Ленинград : Госэнергоиздат, 1957. — 176 с., 4 отд. л. карт. : черт., карт.; 26 см.
- Теоретические основы инженерно-геологического картирования [Текст] / Акад. наук СССР. Госплан СССР. Совет по изучению производит. сил. — Москва : Наука, 1964. — 168 с., 1л. табл.; 20 см.
- Инженерно-геологические исследования при проектировании и строительстве гидроэнергетических сооружений : методическое пособие для техников-геологов / Разраб. Всесоюз. проектным ин-том «Гидроэнергопроект» ; М-во электростанций СССР. Упр. капитального строительства. — 2-е изд., испр. — Москва ; Ленинград : Госэнергоиздат, 1954. — 408 с., 2 отд. л карт. : ил., карт.; 23 см.
- Водноэнергетические изыскания [Текст] / Проф. д-р техн. наук Е. В. Близняк, доц. Е. Ф. Беликов, доц. канд. геол.-минерал. наук Л. Д. Белый ; Под ред. заслуж. деятеля науки и техники проф. д-ра техн. наук Е. В. Близняка. — Москва ; Ленинград : Госэнергоиздат, 1957. — 320 с., 5 отд. л. схем., карт. : ил.; 26 см.

## Награды и звания
- Заслуженный геолог РСФСР;
- Сталинская премия 3 степени (1952) — за создание методического руководства по инженерно-геологическим исследованиям для гидроэнергетического строительства.